# Medzhybizh

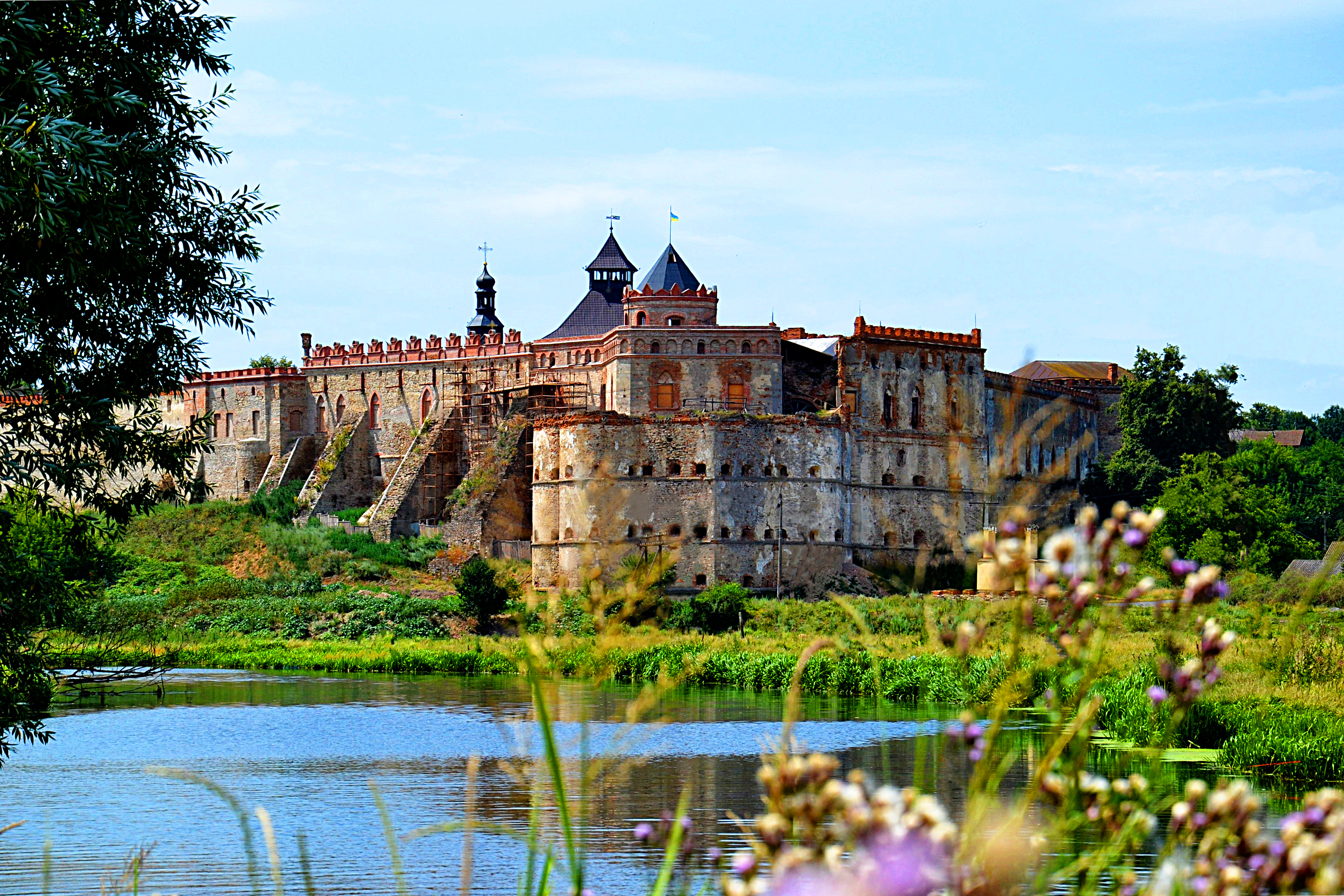
Castillo de Medzhybizh

Medzhybizh, anteriormente conocido como Mezhybozhe (en ucraniano: Меджибіж; en ruso: Меджибож, romanizado como Medzhibozh; en polaco: Międzybóż or Międzybuż; en alemán: Medschybisch; en yidis: מעזשביזש‎, romanizado como Mezhbizh, y en turco: Mejibuji) es un pueblo de 1731 habitantes (según el censo de 2001) del óblast de Jmelnitski, del oeste de Ucrania. Está situado en el distrito Letychivsky Raion, a 25 km de la ciudad de Jmelnitsky en la autopista entre esta ciudad y Vínnitsa, en la confluencia del río Bug Meridional y el río Buzhok.
Medzhybizh fue una vez una localidad importante en la región histórica de Podolia. Es conocida por ser el lugar de nacimiento del movimiento místico religioso del judaísmo jasídico.

## Historia
La primera mención de Medzhybizh es como parte del Rus de Kiev, primer estado eslavo oriental, en 1146. En 1255 la fortaleza de madera que había en el pueblo fue destruida. En 1360, tras un ataque mongol, pasa a manos de los lituanos y desde 1444 pertenece a Polonia. Entre los siglos XV y XVII sufre numerosos ataques de los tártaros.
En 1648 el pueblo es tomado por los cosacos. Vivían entonces en este lugar unas 12 000 personas, entre ellas 2500 judíos. El 20 de julio de ese año, los cosacos, al mando de Danylo Nechay y Maxym Kryvonis llevan a cabo la matanza de la mayoría de judíos y encarcelan al resto, erradicándolos prácticamente de Medzhybizh.
En 1657, el pueblo es tomado por los húngaros, que lo ceden a los turcos en 1672. En 1678, la población judía ha aumentado hasta las 275 almas. En 1682, los polacos lo recuperan de nuevo, pero no tarda en volver a manos de los turcos y de nuevo a los polacos, al hallarse en zona de conflicto. No obstante, en esa época, bajo el gobierno de las familias Sieniawski y Czartoryski, el pueblo vive un periodo de prosperidad, y resiste el ataque de los jaidamakas, bandas paramilitares ucranianas que lucharon contra el dominio polaco.
En 1792, Medzhybizh cae en manos de los rusos durante la segunda partición de Polonia, y el pueblo decae. A finales del siglo XIX y durante la Primera Guerra Mundial, se convierte en un importante centro militar y ocupado por húngaros, alemanes y rusos sucesivamente, para acabar bajo el dominio soviético.
Durante la Segunda Guerra Mundial es ocupado por los nazis, quienes crean guetos y acabaron por exterminar a toda la población judía. Los soviéticos, que se apoderaron del pueblo al finalizar la guerra y confirmaron la muerte de 2558 judíos.
En 1959, los rusos destruyeron la catedral para construir carreteras, y en 1991, con la independencia de Ucrania, Medzhybizh pasa a formar parte de este país.

## El judaísmo en Medzhybizh
El primer recuerdo de la cultura judía en Medzhybizh es del siglo XVI. En 1566, el rey de Polonia Segismundo II Augusto Jagellón otorgó determinados privilegios a la comunidad judía que vivía en este lugar, incluida la exención de pagar impuestos a perpetuidad.
El primer rabino importante de Medzhybizh fue Yoel Sirkis (1561-1640), pero la figura más destacable fue la del rabino Israel ben Eliezer (1698-1760), fundador del jasidismo. Vivió aquí entre 1742 y el año de su muerte.